# گورستان اسحاق‌آباد
قبرستان اسحاق آباد مربوط به سده‌های میانه دوران‌های تاریخی پس از اسلام است و در شهرستان سرباز، بخش پیشین، دهستان پیشین، جنوب روستای اسحاق آباد واقع شده و این اثر در تاریخ ۲۶ اسفند ۱۳۸۷ با شمارهٔ ثبت ۲۵۸۸۶ به‌عنوان یکی از آثار ملی ایران به ثبت رسیده است.